# Lacconectus scholzi
Lacconectus scholzi är en skalbaggsart som beskrevs av Gschwendtner 1922. Lacconectus scholzi ingår i släktet Lacconectus och familjen dykare. Inga underarter finns listade i Catalogue of Life.